# Segersches Haus

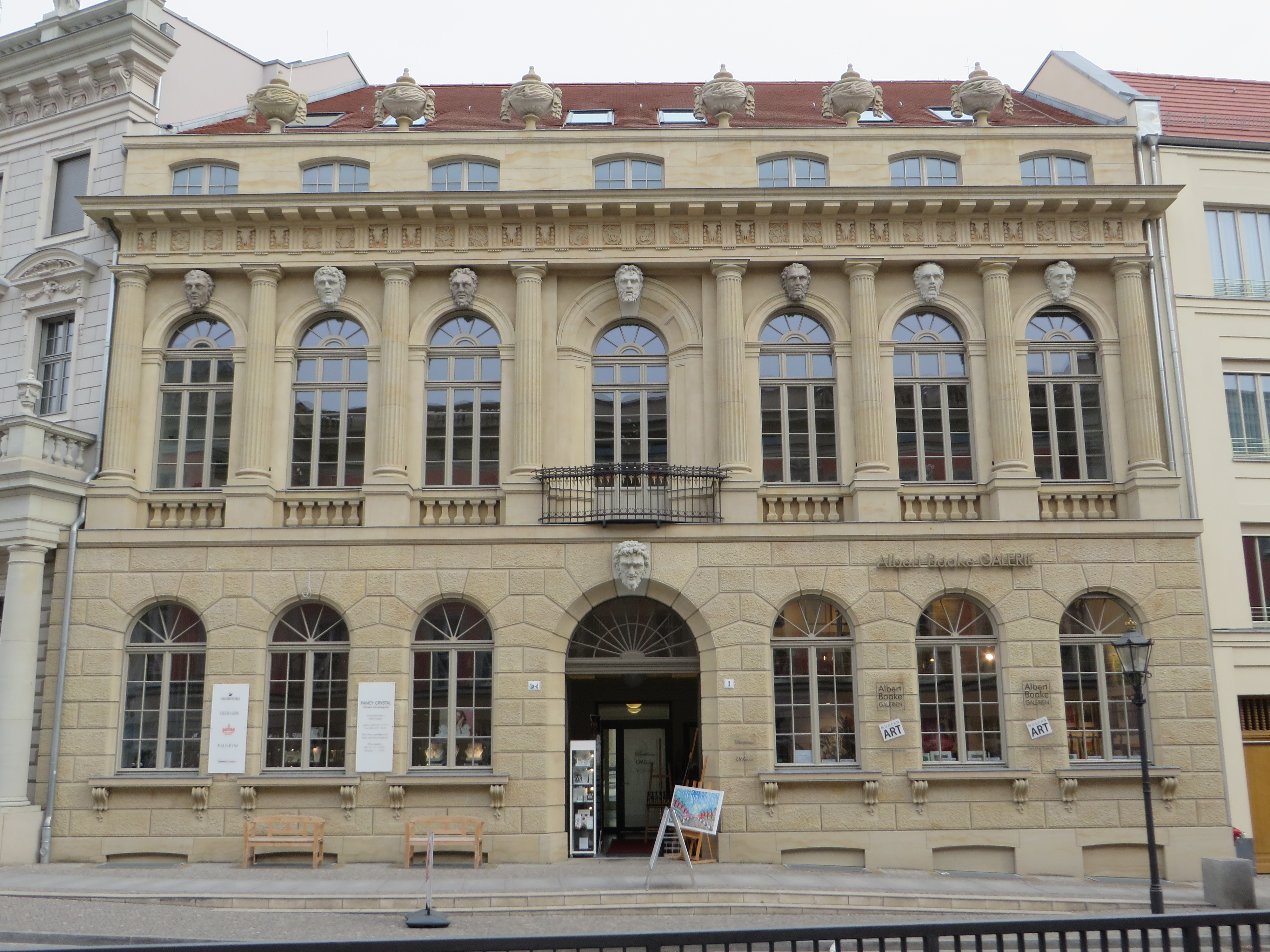
Segersches Haus, 2017

Das Segersche Haus ist ein barockes Bürgerhaus am Alten Markt in Potsdam. Es wurde im Jahr 1754 im Auftrag von Friedrich dem Großen nach Entwurf von Carl Ludwig Hildebrandt erbaut. Als Vorlage diente der Palazzo Pompei in Verona. Beim Luftangriff auf Potsdam 1945 zerstört, wurde die Fassade 2013 bis 2016 rekonstruiert. Seit 2021 wohnt hier Olaf Scholz.

## Geschichte

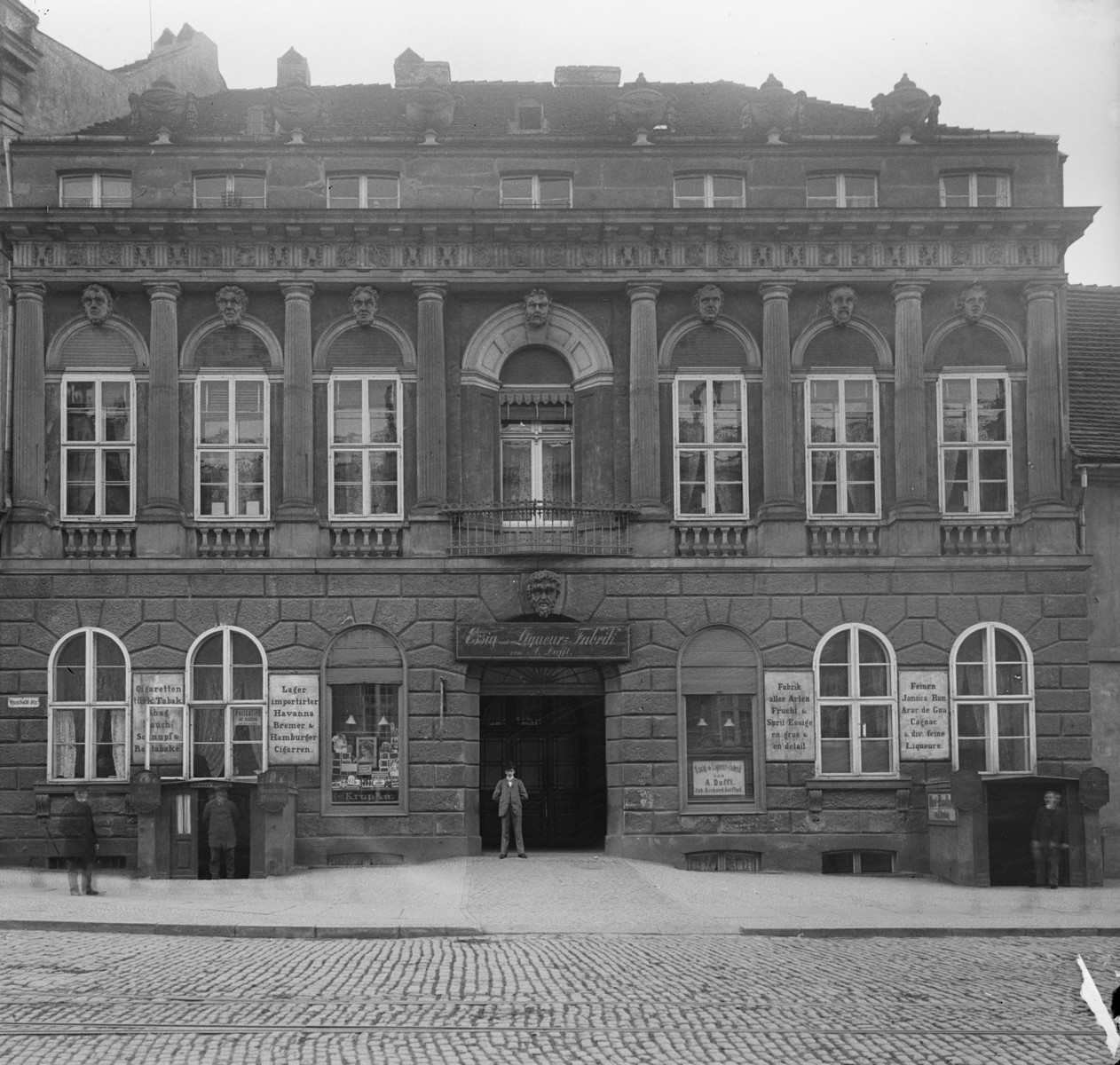
Ansicht um 1900

Das ursprüngliche Gebäude wurde im Jahr 1754 im Auftrag von Friedrich dem Großen nach Entwurf von Carl Ludwig Hildebrandt am Alten Markt in Potsdam errichtet. Seinen Namen Segersches Haus erhielt es nach dem Gastwirt Seger, der darin den Gasthof „Zum Roten Adler“ betrieb. Im Zweiten Weltkrieg zerstört und anschließend abgetragen, wurde das ehemalige Bürgerhaus 2013 bis 2016 am bauzeitlichen Standort unter Verwendung sächsischen Sandsteins als Wohn- und Geschäftshaus mit originalgetreuer Fassade rekonstruiert. Drei der sieben Maskarone über den Fenstern der ersten Etage, die in einem Garten der ehemaligen Preußischen Schlösserverwaltung überdauert hatten, konnten beim Wiederaufbau als Spolien mit einbezogen werden. Sie sind an der altersbedingten dunkleren Tönung zu erkennen. Die übrigen Skulpturen wurden vom Potsdamer Bildhauer Rudolf Böhm rekonstruiert. 
Als architektonische Vorlage für das Segersche Haus diente der Palazzo Pompei in Verona. Dieser wurde in der Blütezeit der Renaissance von 1535–1540 nach Entwürfen von Michele Sanmicheli errichtet. Beide Bauwerke sind ähnlich in sieben Säulenachsen gegliedert und besitzen ein rustifiziertes Sockelgeschoss. Im Gegensatz zum Vorbild aus Verona besitzt Hildebrandts Entwurf jedoch nur eine statt zwei nach außen sichtbare Fassadenseiten sowie ein zusätzliches ausgebautes Attikageschoss. Statt eines Wappens befindet sich über dem Eingangsportal ein weiterer Maskaron. Insgesamt ist die Fassade des italienischen Vorbildes zwei Meter länger als in Potsdam. Außerdem finden sich auf der Attika sechs Ziervasen, die in Sanmichelis Palazzo nicht vorzufinden sind.